# Шумейко, Анатолий Григорьевич
Анатолий Григорьевич Шумейко — советский хозяйственный, государственный и политический деятель.

## Биография
Родился в 1931 году в Воронеже. Член КПСС.
С 1956 года — на хозяйственной, общественной и политической работе. В 1956—1991 гг. — работник, сменный инженер, бригадир, начальник цеха, секретарь парткома, директор Воронежского авиационного завода, 2-й секретарь Воронежского областного комитета КПСС, министр местной промышленности РСФСР, председатель Россоюзместпрома.
Избирался депутатом Верховного Совета РСФСР 10-го и 11-го созывов.
Лауреат Государственной премии СССР.
Умер в Воронеже в 1999 году.

## Отзывы о деятельности
Чтобы не быть голословным, я могу привести пример того, какой, по моему мнению, нам нужен руководитель. В 80-е годы секретарем парткома авиазавода был Шумейко Анатолий Григорьевич, который с должности директора завода, пройдя через горнило трудового коллектива, стал вторым секретарем обкома партии и вел все хозяйственные вопросы. Он знал досконально проблемы коллектива, его на авиазаводе люди очень уважали. Поэтому сегодня нам нужен своего рода «директор города», который добился ощутимых результатов на определенном участке работы.Владимир Ключников, спикер Воронежской областной думы в 2013 году, 